# ラスト・レボリューション
LAST REVOLUTION（ラスト・レボリューション）は、プロレスのユニット、タッグチームである。略称・略表記は、L/R（エル/アール）。メンバーのうち諏訪魔とジョー・ドーリングによるタッグチームとしての別名は日米暴走タッグ（にちべいぼうそうタッグ）。

## 概要
2012年10月21日の愛知・名古屋国際会議場で行われた40th ANNIVERSARY TOURの最終戦で、諏訪魔とジョー・ドーリングがシングル・マッチで対戦した。諏訪魔は三冠ヘビー級王座を失って以降、結果に恵まれておらず、またタッグ戦線においてはデビュー以降実績を残せておらず、焦りを募らせていた。一方、ジョー・ドーリングは、真田聖也とのタッグで世界タッグ王座を保持していたが、征矢学と大森隆男のタッグチームであるゲット・ワイルドに奪われ、その後、再奪取を狙ったが、敗北していた。
そのようなフラストレーションを溜めた両者が対戦したため、試合は力と力の壮絶なぶつかり合いとなり、2分34秒、両者KOという結末となった。その後、両者が納得いかなかったため、レフェリーの判断により延長戦を行ったが、やはり激しい展開となり、5分5秒、両者リングアウトの痛み分けに終わる。
この試合を通じ、互いに行き詰まりを感じてフラストレーションを溜めているという同じような境遇におり、さらに双方の実力を認め合ったことで、年末の世界最強タッグ決定リーグ戦へ新タッグ・チームを結成して挑むことが決定した。
なお、現在の境遇の他に、両者は長身のパワー・ファイターである点、パワーボム系の技を決め技としている点、キャリアが近い点などの共通点もある。チーム名も両者の得意とするパワーボム系の技、諏訪魔のラスト・ライド（二段階式高角度パワーボム）とジョー・ドーリングのレボリューション・ボム（旋回式ジャンピング・パワーボム）の合成とした。また、全日本プロレスに本当の革命を起こす気概である意思を込めての命名でもある。なお、同時に略称・略表記をL/R（エル・アール）と自ら定め、これには、諏訪魔が右でジョー・ドーリングが左という立ち位置も示している。

## 略歴
2012年10月21日、名古屋国際会議場大会にて諏訪魔とジョー・ドーリングがシングルマッチで対戦し、両者KOとなる。延長戦でも両者リングアウトとなった。試合後、両者が握手し、健闘を称える。これを受けて後日、正式にタッグ・チームを結成する。
11月、新チーム「ラスト・レボリューション」として世界最強タッグ決定リーグ戦に参戦。11月30日、最終戦となる後楽園ホール大会のリーグ公式戦で、Bブロック1位となり、同大会のメイン・イベントで行われる優勝決定戦へ進出、Aブロック1位のゲット・ワイルドと対戦。ゲット・ワイルドの征矢が負傷していたことから、終始試合をリードしていたが、途中でジョー・ドーリングの片足のシューズが脱げたことで、その隙をついてゲット・ワイルドの大森がジョー・ドーリングと諏訪魔に立て続けにアックス・ボンバーを見舞い、続け様に征矢がジョー・ドーリングにワイルド・ボンバーを炸裂させ、19分44秒、エビ固めで逆転勝ちし、ラスト・レボリューションは準優勝となった。
チーム・ディストラクションとして諏訪魔とタッグを組んでいた近藤修司や、その近藤とチーム246としてタッグを組んでいたカズ・ハヤシとはもともと共闘関係にあったが、2013年2月15日、諏訪魔が「チーム246とチーム・ディストラクションを解消、カズと近藤をL/Rへ吸収する」との意向を明かしたが、当のカズ・ハヤシと近藤修司からは「ついていけねぇ」と一旦は拒絶された。しかし、2月23日に近藤が、3月17日にカズが、それぞれL/R入りを表明した。
同年4月29日後楽園ホール大会で、ハヤシ&近藤vs中之上靖文&SUSHIの試合後、ハヤシがマイクで中之上に自己変革をする気があるのか質問し、中之上はその意志があることを告げると、中之上のL/R加入を決めた。
2013年6月30日付けで、近藤・ハヤシ・中之上の3名が全日本プロレスを退団することとなったために、同日をもっての解散を決定した。解散後は、ジョー・ドーリングの口から、残る諏訪魔とドーリングとでラスト・レボリューションを「進化」させた「エボリューション」（英語で進化の意）を発足させる意向を語った。

## メンバー
- 諏訪魔 - 結成メンバー/リーダー、2012年10月〜
- ジョー・ドーリング - 結成メンバー、2012年10月〜
- 近藤修司 - 2013年2月23日〜
- カズ・ハヤシ - 2013年3月17日〜
- 中之上靖文 - 2013年4月29日〜

サポートメンバー
- 蝶野正洋

## 主な連携技
ラスト・レボリューション
諏訪魔が相手方の片方の選手にラスト・ライドを、ジョー・ドーリングが相手方のもう一方にレボリューション・ボムを二人同時に決める。連携というよりも、必殺技の共演といえる。

## 主なタイトル
三冠ヘビー級王座
- 第46代王者（諏訪魔）